# Jérôme Lambert (écrivain)
Pour les articles homonymes, voir Lambert et Jérôme Lambert.
Jérôme Lambert, né à Nantes le 15 avril 1975, est un romancier français. Il vit à Paris.

## Biographie
Après des études de lettres, il est documentaliste aux éditions L'École des loisirs avant de s'occuper du service presse, puis de la formation des enseignants. Après 6 années au service de presse des Éditions Points, il occupe aujourd'hui ces fonctions aux Editions des Arènes.
Il est également traducteur d'œuvres de Chaïm Potok, Jerry Spinelli ou Nick McDonell.

## Romans
Littérature jeunesse
coll. 
- Tous les garçons et les filles, L'École des Loisirs, coll. Médium, 2003
- Meilleur ami, L'École des Loisirs, coll. Médium, 2005
- La Cinquième Saison, L'École des Loisirs, coll. Médium, 2006 - recueil de nouvelles - collectif
- Comme le soleil, illustrations de Kimiko, L'École des Loisirs, coll. Mouche, 2006
- J'aime pas le lundi, L'École des Loisirs, coll. Neuf, 2010
- Mardi maudit, L'École des Loisirs, coll. Neuf, 2012
- Mercredi gentil, l'École des Loisirs, coll. Neuf, 2015
- Le retour du jeudi, L'École des Loisirs, coll. Neuf, 2016
- Les bisous, c'est sur la joue, illustrations Soledad Bravi, L'École des Loisirs, coll. Loulou et cie, 2012
- Mounir au bout du monde, illustrations de Mickaël Jourdan, L'École des Loisirs, coll. Mouche, 2025

Littérature « adulte »
- La Mémoire neuve, L'Olivier, 2003 ; rééd. Points Seuil, 2009
- Finn Prescott, L'Olivier, 2007
- Chambre simple, Editions de L'Iconoclaste, 2018